# Aconitum krasnoboroffii
Aconitum krasnoboroffii là một loài thực vật có hoa trong họ Mao lương. Loài này được Kadota mô tả khoa học đầu tiên năm 1994.